# Altermagnetismus

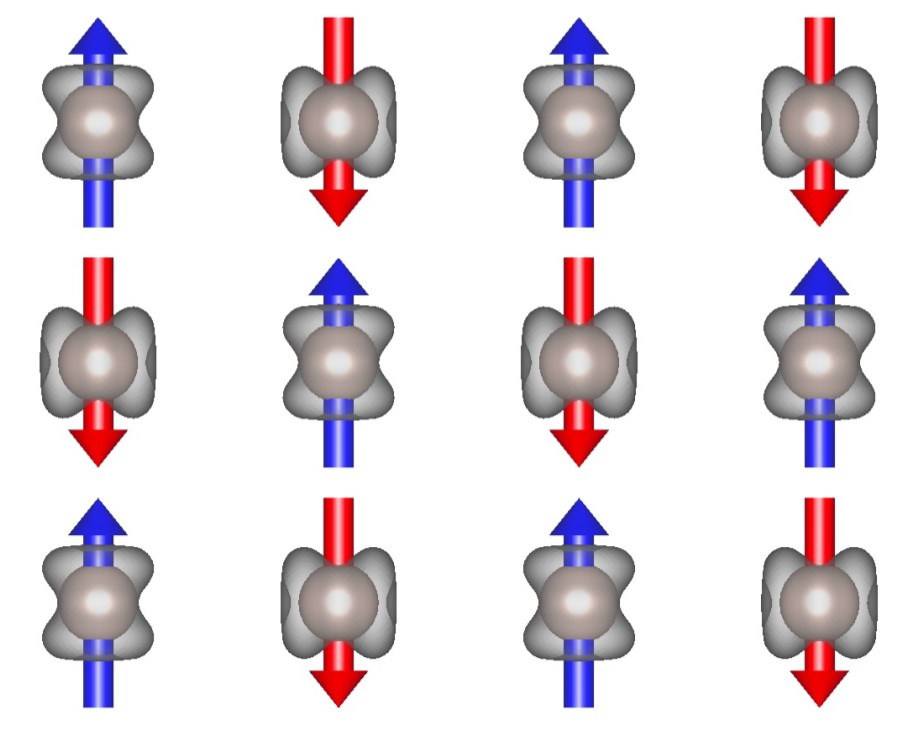
In altermagnetischen Materialien korreliert die antiparallele Ausrichtung der zum Magnetismus beitragenden Spins mit der unterschiedlichen räumlichen Ausrichtung der elektronischen Zustände.

Altermagnetismus (von lateinisch alter ‚der andere‘ und Magnet) ist in der Festkörperphysik eine stabile Form der magnetischen Ordnung in perfekten Kristallen.
Altermagnetisch geordnete magnetische Momente sind kollinear ausgerichtet und kompensieren sich in einer Überstruktur der Elementarzelle, so dass – wie bei Antiferromagneten – keine makroskopische Magnetisierung zu beobachten ist.
Gegenüber Antiferromagneten zeichnen sich Altermagneten dadurch aus, dass die einander kompensierenden magnetischen Momente zusätzlich zu unterschiedlichen Spinzuständen auch unterschiedliche elektronische Zustände belegen.
Altermagnetische Materialien wurden erstmals im Jahr 2024 nachgewiesen. Es besteht die Hoffnung, dass solche Materialien in der Spintronik Anwendung finden könnten.

## Kristallstruktur und Symmetrie

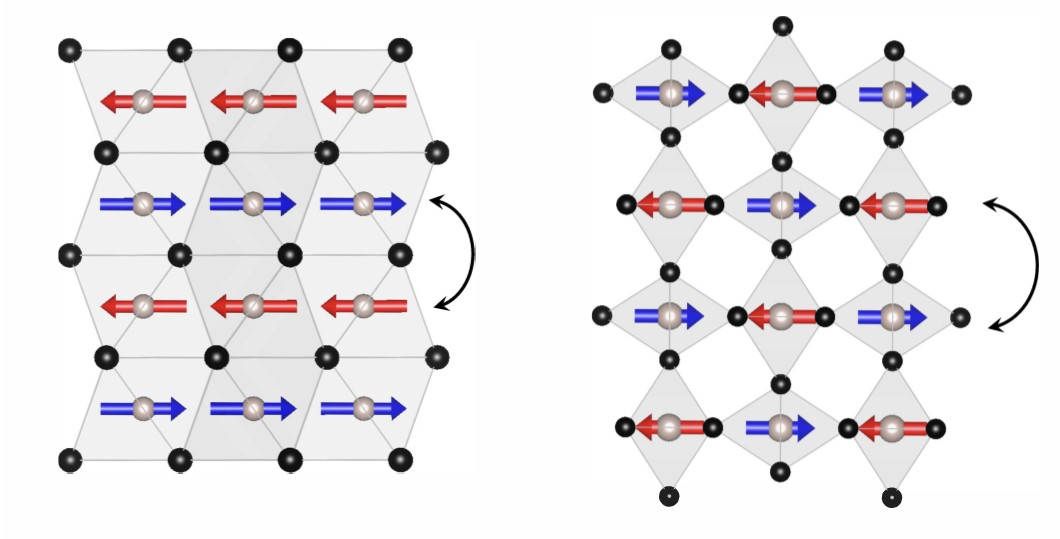
Mit dem Gitterplatz wechselnde Ausrichtung des magnetischen Moments in den altermagnetischen Materialien Mangan-Tellurid (links) und Ruthenium-Dioxid (rechts).

In altermagnetischen Materialien bilden die Atome eine Überstruktur aus Untergittern mit zueinander entgegengesetzter Ausrichtung der Spins und Atome und zueinander unterschiedlicher elektronischer Konfiguration.
Die Atome mit entgegengesetzten magnetischen Momenten befinden sich dabei auf Gitterplätzen, die gemäß der Raumgruppe der Kristallstruktur äquivalent zueinander sind. Die räumliche Orientierung der besetzten Atomorbitale und der magnetischen Momente kann dabei von den nicht magnetischen Atomen auf den umgebenden Gitterplätzen bestimmt sein. In Mangan(II)-tellurid (MnTe) liegen bspw. die Untergitter mit den entgegengesetzten Magnetisierungen um eine halbe Elementarzelle entlang der Rotationsachse verschoben kombiniert mit einer sechstel Rotation (Raumgruppe Nr. 194: {\displaystyle P6_{3}/mmc}). In Ruthenium(IV)-oxid (RuO2) ergeben sich die Untergitter durch eine Rotation um die 4-zählige z-Achse kombiniert mit einer Verschiebung um eine halbe Elementarzelle entlang der Rotationsachse (Raumgruppe Nr. 136: {\displaystyle P4_{2}/mnm}).

## Elektronische Struktur

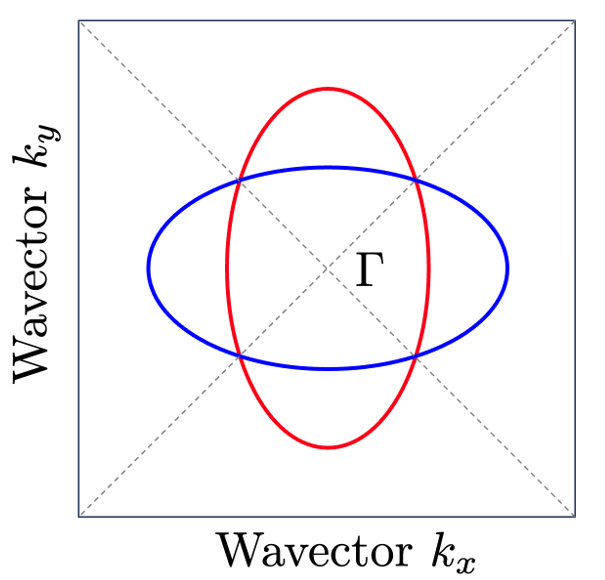
Fermi-Flächen eines altermagnetischen Metalls im Wellenvektorraum. Die blaue und rote Linie stellen jeweils die Fermi-Fläche für eine der beiden Spinpolarisationen dar.

Die Ursache dafür ist, dass die Bandstruktur in Altermagneten nicht gemäß Kramers-Theorem spinentartet ist, sondern die Energie der Zustände zusätzlich zum Wellenvektor von der Orientierung des Spins abhängt.
Sofern die Kristallstruktur ein Inversionszentrum beinhaltet, sind die Bänder jedoch nach wie vor mindestens zweifach entartet.
In Ferromagneten ist die Bandstruktur ebenfalls nicht spinentartet, dort führt sie aber im Gegensatz zu Altermagneten zu einer makroskopischen Magnetisierung, da dort die magnetischen Momente parallel zueinander ausgerichtet sind.
Typischerweise sind Gitterplätze mit unterschiedlicher räumlicher Ausrichtung der elektronischen Zustände besetzt. Die magnetischen Momente besetzen dabei 2-, 4- oder 6-fach spinentartete Zustände, die einer d-, g- oder i-orbitalartigen Symmetrie. Ein d-Wellen-Altermagnet kann damit als magnetische Analogie zum d-Wellen-Supraleiter angesehen werden.

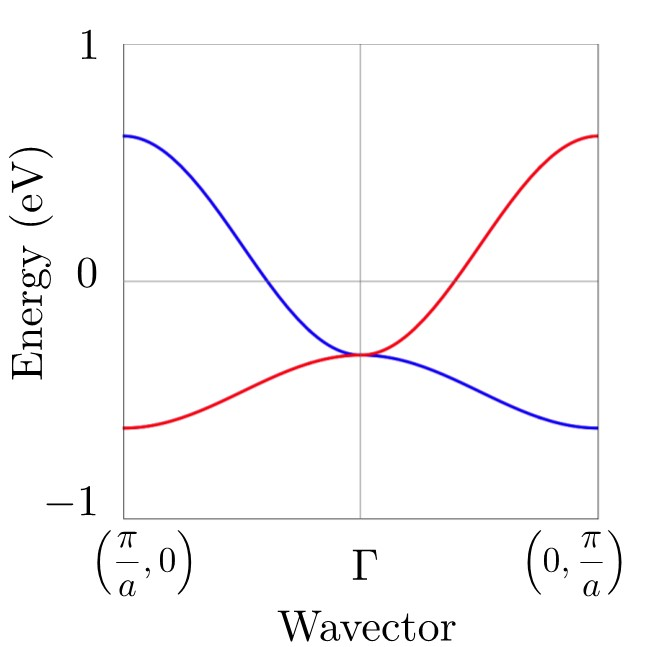
Bandstruktur eines altermagnetischen Metalls. Die rote und blaue Linie stellen jeweils die Bandenergie für eine der beiden Spinpolarisationen dar.

Die Bandstruktur in Altermagneten ist invariant unter der Spiegelung des Raums, aber nicht invariant unter Zeitumkehr und ihre Spin-Polarisierung kollinear. 
Dadurch unterscheiden sie sich von der nicht-kollinearen Spinordnung nach Rashba oder Dresselhaus in nicht zentrosymmetrischen Nicht- oder Antiferromagneten, bei der die Inversionssymmetrie aufgrund der Spin-Bahn-Kopplung aufgehoben ist.
Diese Form von gebrochener Zeitumkehrinvarianz, eine Bandaufspaltung von ≈1 eV zwischen Bändern unterschiedlicher Spins und das Auftreten eines anomalen Hall-Effekts wurde zuerst im Jahr 2020 für RuO2 von Šmejkal et. al. theoretisch vorhergesagt und 2022 experimentell bestätigt.

## Materialien
Im Jahr 2024 wurden die altermagnetischen Eigenschaften von metallischem RuO2 und dem Halbleiter MnTe erstmals direkt nachgewiesen.
Es wird erwartet, dass weitere Materialien eine altermagnetische Ordnung aufweisen, darunter Isolatoren, Halbleiter, Metalle und Supraleiter.
Die Vorhersagen für Altermagnetismus decken 2- und 3-dimensionale Strukturen ab, die sowohl leichte als auch schwere Elemente beinhalten. Darunter befinden sich relativistische und nicht-relativistische Bandstrukturen.

## Eigenschaften
Die Eigenschaften von Altermagneten sind eine ungewöhnliche Kombination von Eigenschaften, die sonst typisch für Ferro- oder Antiferromagneten sind. Dabei ist die Ähnlichkeit zu Ferromagneten stärker ausgeprägt.
Anzeichen für altermagnetische Eigenschaften, wie der anomale Hall-Effekt, wurden schon vor dem direkten Nachweis beobachtet. Da sie aber auch in anderen Materialien ohne makroskopische Magnetisierung auftreten, wie nicht-kollinearen Antiferromagneten, genügte dies nicht als Nachweis des Altermagnetismus. Altermagneten können außerdem einzigartige Phänomene zeigen, wie Spinströme, die ihr Vorzeichen wechseln, wenn der Kristall gedreht wird.